# Völkermordgedenktag (Armenien)

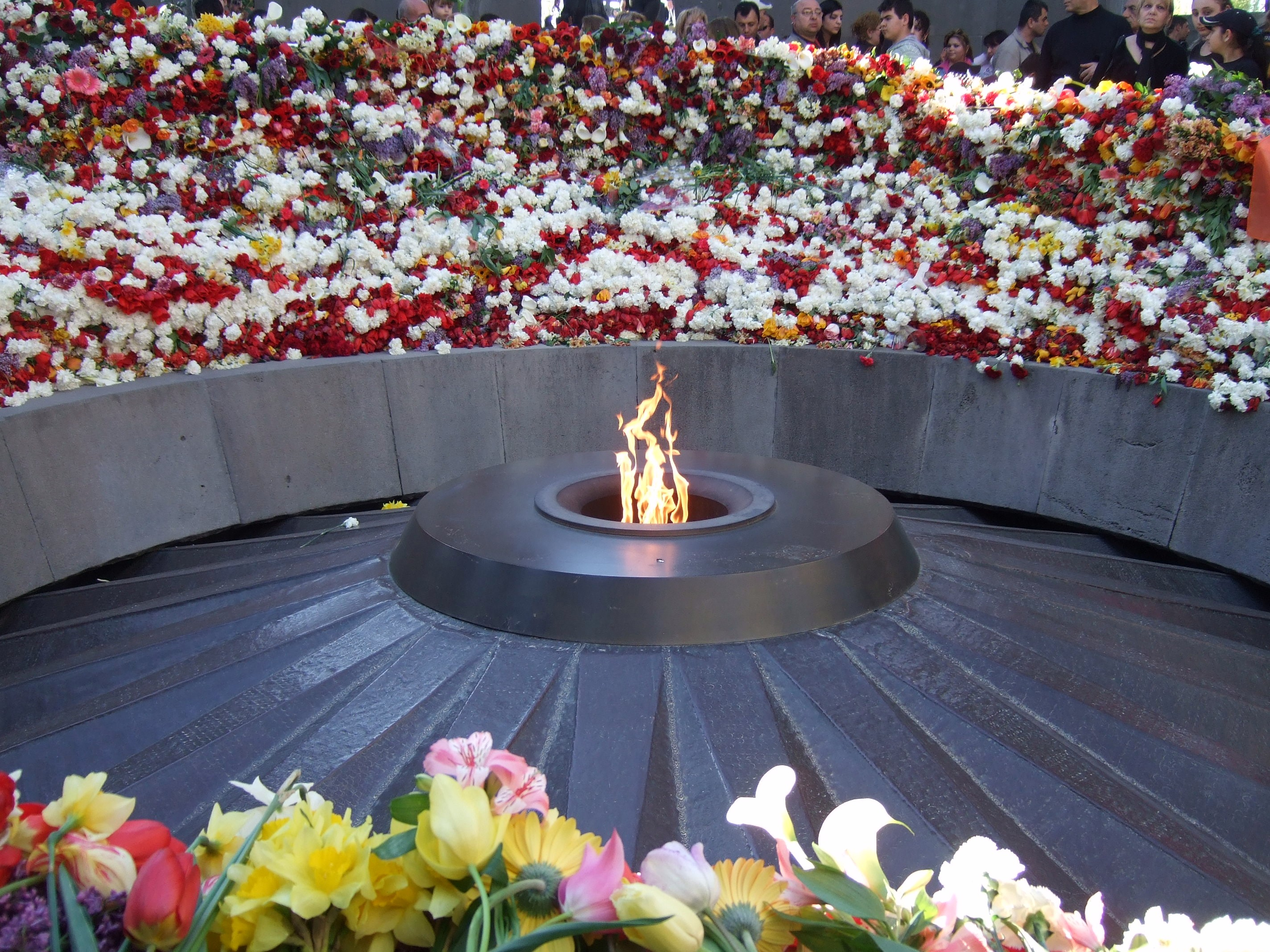
96. Jahrestag des Völkermordes an den Armeniern mit der Flamme in der Gedenkstätte Zizernakaberd

Der Völkermordgedenktag (armenisch Եղեռնի զոհերի հիշատակի օր Jegherni soheri hischataki or) oder Völkermord-Erinnerungstag am 24. April ist ein nationaler Trauertag in Armenien. Er erinnert an die Deportation armenischer Intellektueller vom 24. April 1915 aus der osmanischen Hauptstadt Istanbul, die den Auftakt zum Völkermord an den christlichen Armeniern bildete.
Er wird als nationaler Gedenktag auch in Frankreich, in Kalifornien und von der armenischen Diaspora weltweit begangen. Weltweit bezeichnen Regierungen von 30 Staaten die Massaker ab dem Jahre 1915 als Völkermord.

## Allgemeines
Der Gedenktag erinnert an die 1915 durch das Deportationsgesetz festgenommenen armenischen Eliteangehörigen in der osmanischen Hauptstadt Istanbul, von denen die meisten gefoltert oder hingerichtet wurden. Jährlich wird am 24. April mit Totenmessen und Gedenkveranstaltungen an Opfer des Völkermordes an christlichen Armeniern von 1915 bis 1923 erinnert. In Jerewan, der Hauptstadt Armeniens, pilgern jährlich Hunderttausende zu Fuß zum Völkermordmahnmal Zizernakaberd, um Blumen an die ewige Flamme zu legen. Die armenisch-apostolische Kirche führt an diesem Tag keine Taufe und Eheschließung durch.
Den 24. April wählten auch Assyrer/Aramäer und Pontosgriechen, um des Völkermordes an den Assyrern und der Griechenverfolgungen im Osmanischen Reich zu gedenken.

## Geschichte
Das Datum wurde erstmals von den libanesischen Armeniern als Erinnerungstag für den 50. Jahrestag des Völkermordes 1965 bestimmt. Der gleiche Tag erlebte damals illegale Demonstrationen von Armeniern in Jerewan, der Hauptstadt des sowjetischen Armenien. Da die Armenierproteste außer Kontrolle gerieten und Ruhe nur unter Schwierigkeiten wiederhergestellt wurde, erlaubte die sowjetische Führung die Errichtung des Völkermorddenkmals Zizernakaberd bis 1967.
Am 9. April 1975 verabschiedete das Repräsentantenhaus der Vereinigten Staaten die Joint-Resolution 148, die den 24. April zum Nationalen Tag des Gedenkens der Unmenschlichkeit von Mensch zu Mensch designierte und der Opfer von Völkermorden, vor allem jener armenischer Abstammung, die dem 1915 begangenen Völkermord erlagen, gedachte. Die Resolution scheiterte  am Justizausschuss des Senats aufgrund der Ablehnung von Präsident Gerald Ford, der dies als Bedrohung für die Allianz der USA mit der Türkei sah. Am 24. April 2021 sprach sein Amtsnachfolger Joe Biden in diesem Bezug erstmals von Völkermord.
Die Bekanntheit jenes Tages nahm in der armenischen Diaspora als Ergebnis von Racheoperationen armenischer Gruppen wie der Asala zu. Die Teilnehmerzahl an Völkermordtags-Demonstrationen stieg allein in Frankreich von einigen Hundert auf über 10.000 im Jahre 1981 an. 1988 nahm Sowjet-Armenien den 24. April formell als öffentlichen Gedenktag an. Im Jahre 1997 erklärte die Kalifornische Staatsversammlung den 24. April zum Tag der Erinnerung an den Armenier-Völkermord 1915–1923, und an die Opfer des Sumgait-Pogroms von 1988 sowie der Baku-Unruhen von 1990.
Seit der Ermordung des armenischstämmigen Türken Hrant Dink 2007 werden am 24. April auch Gedenkzeremonien in mehreren türkischen Städten abgehalten. Es begann am Taksim-Platz von Istanbul 2008 und fand bis 2013 auch in Ankara, İzmir, Adana, Diyarbakır, Urfa, Malatya, Tunceli und Mersin statt.

## Gedenken zum 100. Jahrestag
Der 24. April 2015 war der 100. internationale Gedenktag. In Armeniens Hauptstadt Jerewan fand eine Gedenkveranstaltung statt. Daran nahm unter anderem der französische Staatspräsident François Hollande teil; ebenso der russische Präsident Wladimir Putin. Deutschland war durch den Staatsminister im Auswärtigen Amt, Michael Roth, vertreten.
In der Türkei, die eine Anerkennung der Gräueltaten gegen Armenier als Völkermord vehement ablehnt, wurde am 24. April 2015 mit einem großen Staatsakt dagegen der Schlacht von Gallipoli gedacht; tatsächlich begann der Großangriff der Alliierten jedoch erst am 25. April 1915.
Bundespräsident Joachim Gauck benannte am 23. April 2015 bei einer Gedenkveranstaltung im Berliner Dom den Völkermord an den Armeniern als Völkermord.
Der Deutsche Bundestag debattierte anlässlich des 100. Jahrestages am 24. April 2015. Bundestagspräsident Norbert Lammert sagte: „Das, was mitten im Ersten Weltkrieg im Osmanischen Reich stattgefunden hat, unter den Augen der Weltöffentlichkeit, war ein Völkermord.“ Die Koalitionsfraktionen – Union und SPD – hatten den Begriff „Völkermord“ erst wenige Tage zuvor in ihre jeweiligen Anträge aufgenommen und damit eine lange Phase beendet, in der Bundesregierungen den Begriff „Völkermord“ für die damaligen Geschehnisse vermieden hatten.
US-Präsident Barack Obama entsandte aus Anlass des 100. Jahrestages eine fünfköpfige Delegation nach Armenien. Susan E. Rice, Obamas Nationale Sicherheitsberaterin, ermutigte den türkischen Außenminister Mevlüt Çavuşoğlu, die türkisch-armenischen Beziehungen zu verbessern und in der Türkei einen offenen Dialog über die „Gräueltaten von 1915“ (atrocities of 1915) zu erleichtern. Obama hielt eine Rede. Wie schon in den Jahren zuvor vermied er den Begriff „Genozid“ (genocide) und sprach von „Massaker“ (massacre), einem „schrecklichen Blutbad“ (terrible carnage), einer „entsetzlichen Gewalt“ (horrific violence) und einem „dunklen Kapitel der Geschichte“ (dark chapter of history).
Am 25. April 2015 hielt der französische Premierminister Manuel Valls in Paris eine Rede bei einer Gedenkzeremonie.

## Mahnmale
Mehrere Monumente wurden aufgestellt, um des Völkermords an den Armeniern zu gedenken:
- Zizernakaberd-Völkermordmahnmal in Armenien
- Völkermord-Gedenkstätte Montebello und Armenischer Kulturerbe-Park in den USA
- Armenier-Gedenkstätte in Marseille und Lyoner Denkmal zum Völkermord an den Armeniern in Frankreich
- Armenisches Völkermord-Monument Nikosia und Armenisches Völkermord-Denkmal Larnaka auf Zypern
- Wales Genocide Memorial in Großbritannien